# Jijoca de Jericoacoara
Jijoca de Jericoacoara é o município mais setentrional do estado do Ceará, que tem como atração natural principal a Praia de Jericoacoara.

## Etimologia
Silveira Bueno traduz Jijoca como morada das rãs, do tupi ji: rã, jia; e oca: casa, e considera Jericoacoara como a toca das tartarugas, de yurucuá ou yuruqué: tartaruga; e quara ou coara: buraco, toca.

## História

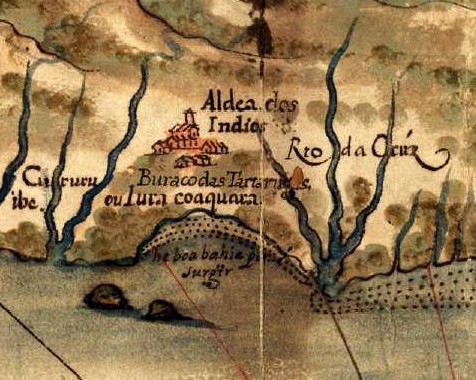
Pormenor do mapa do costa do Ceará em 1629, de Albernaz I, com destaque para Jericoacoara.

A indicação de Jericoacoara no território e história do Ceará, vem bem antes da criação do distrito de Acaraú ou da descoberta deste pelo turismo internacional em meados da década de 1970. Este já era indicado nas cartas geográficas do século XVII,,.
Área conhecida como parte das terra dos índios Tremembé, foi local de instalação do vilarejo e forte de Nossa Senhora do Rosário, que serviu como base de apoio aos portugueses nas batalhas contra os franceses que ocupavam o Maranhão.
Segundo conta o historiador Raimundo Girão, "Em 1614, depois de desembarcar no Iguape, município de Aquiraz, e de demorar-se no Ceará, Fortim de São Sebastião, de Soares Moreno, esteve Jerônimo de Albuquerque na região de Jericoacoara, ali ergueu ao pé do serrote uma pequena fortaleza, com estacas de madeira - o Forte de Nossa Senhora do Rosário, tendo-se celebrado a 5 de Outubro do mesmo ano, festa em louvor a santa."
Continua Raimundo Girão: "No mesmo ano esse fortim fora atacado, no dia 18 de Julho pela gente de Du Prat, pirata francês, compondo a tripulação de uma nau porém é repelido heroicamente…". Esse Fortim a que se refere o historiador está localizado numa enseada, do antigo distrito de Acaraú, criado pela lei municipal nº 94, de Junho de 1923, denominado Jericoacoara.
A enseada de Jericoacoara está naturalmente protegida por uma verdadeira "cordilheira de dunas", que dificultou por muito tempo o acesso de exploradores portugueses às suas imaculadas terras. Assim sendo, temos apenas notícias de visitas esporádicas realizadas por aventureiros, que vindos por mar com destino ao Maranhão ai estiveram a partir do século XVII e dos nativos.
No dia 16 de novembro de 1952 foi inaugurado o "Farol de Jericoacoara", localizado a 120 metros do nível do mar, no topo de um dos serrotes que delineiam a enseada, cuja construção foi dirigida pelo Capitão Jorge Leite da Silva.
Em 1984, o governo brasileiro, por ato de seu presidente, o General João Figueiredo, determinou área de Jericoacoara com sendo de Área de Proteção Ambiental.
Em 1991, por força da lei nº 11.796, Jijoca, distrito de Cruz, tornou-se município autônomo, anexado ao seu território a praia de Jericoacoara e passando a denominar-se Jijoca de Jericoacoara.
Em 1998, a energia elétrica passou a ser provida por uma rede subterrânea, substituindo os geradores que iluminavam apenas alguns pontos da aldeia de Jericoacoara.

## Geografia
Jijoca de Jericoacoara é o município mais setentrional do Estado do Ceará.

### Clima
Tropical quente com pluviometria média de 793 mm, com chuvas concentradas de janeiro a maio.

### Hidrografia e recursos hídricos
Além do oceano Atlântico, o município tem as seguintes fontes hidrográficas:
- Riachos: Guriú, Doce,
- Córregos: do Mourão, do Paraguai, do Urubu, dos Salvinos, Perdido e da Forquilha
- Lagoas: da Jijoca e das Pedras

### Relevo

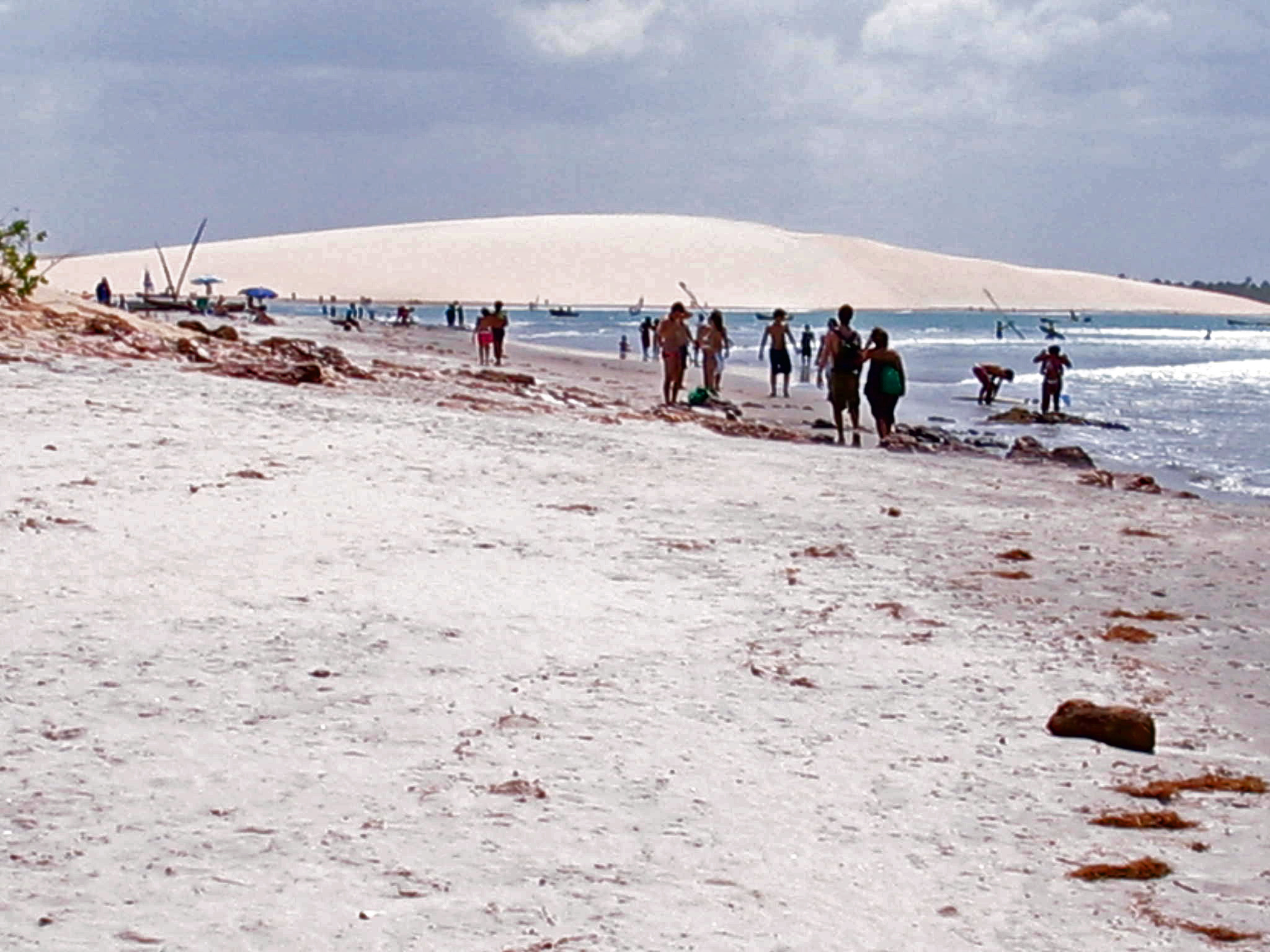
Uma das "10 mais" de acordo com o The Washington Post.

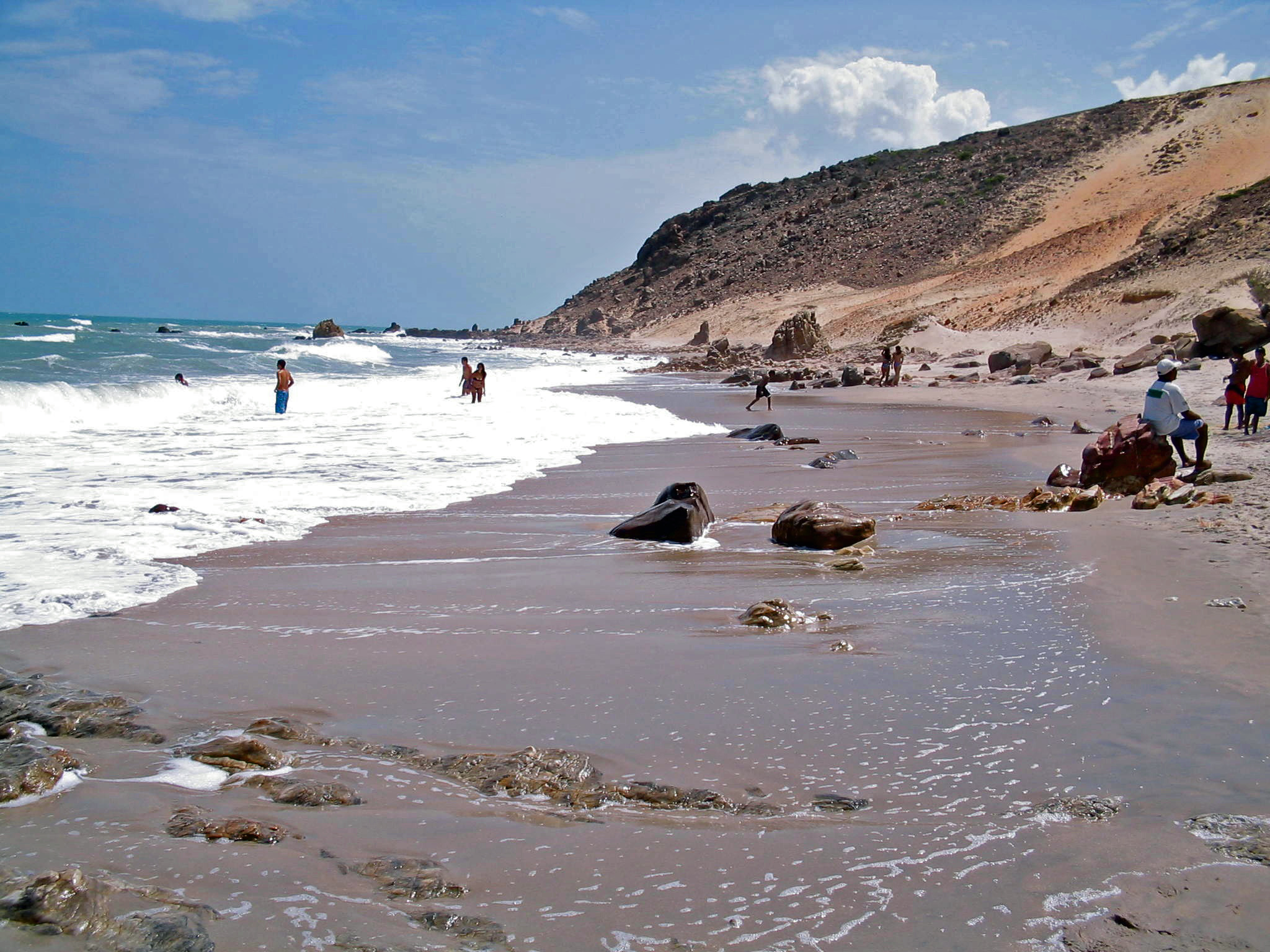
Cena de "Jeri", como também é conhecida.

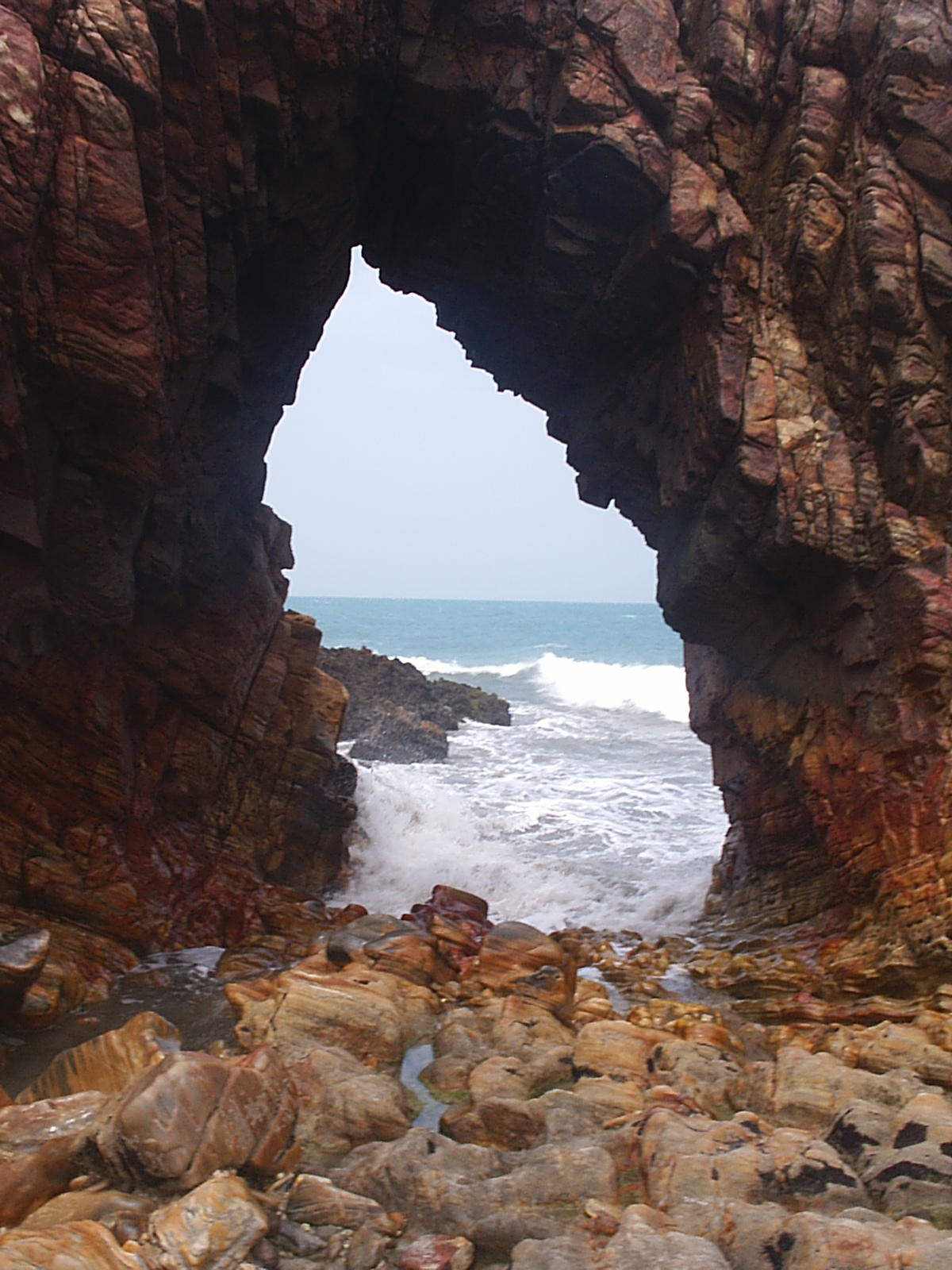
Pedra Furada.

O terreno de Jijoca é quase todo plano, destacando-se como ponto culminante o serrote de Jericoacoara com 95 metros.

### Vegetação
A vegetação local é composta de floresta à retaguarda das dunas(gramíneas e ervas) e a vegetação de tabuleiros, com espécies da caatinga mescladas com espécies de mata serrana.

### Subdivisão
O município tem dois distritos: Jijoca (sede) e Jericoacoara.

## Aspectos Socioeconômicos
A maior concentração populacional encontra-se na zona litorânea.
A partir de Fortaleza o acesso ao município, pode ser feito por via terrestre através da rodovia Fortaleza/Sobral via a BR-222 e BR-402 até Umirim, Itapipoca, Amontada e Morrinhos. Em seguida por estradas secundárias CE-085 e CE-179, atinge-se cidade vizinhas, vilas, lugarejos, sítios e fazendas do município. As demais vilas, lugarejos, sítios e fazendas são acessíveis (com franco acesso durante todo o ano) através de estradas estaduais, asfaltadas ou carroçáveis.«Página do DER». Consultado em 24 de novembro de 2011</ref>. O acesso localidade de Jericoacoara é feito através de uma estrada arenosa.
A economia local, apresenta quadro socioeconômico empobrecido, castigado por fatores climáticos adversos. A sede do município dispõe de abastecimento de água (SISAR), energia elétrica (ENEL), telefonia, correios e telégrafos (ECT), ensino de 1º e 2º graus, hotéis e pousadas.
A principal atividade econômica é o turismo e está centralizado na localidade Jericoacoara. Há agricultura de subsistência de feijão, milho, mandioca, algodão, castanha de caju e coco. Na pecuária extensiva cita-se criação de bovinos, suínos e aves. No extrativismo vegetal destacam-se extração de madeiras diversas para lenha e construção de cercas e   atividades com oiticica e carnaúba.  O artesanato de labirintos e bordados é desenvolvido no município. A pesca é praticada por barcos e jangadas, ao longo da faixa costeira, atendendo o mercador consumidor do próprio município, estados vizinhos e exterior.

## Turismo
O turismo em Jijoca de Jericoacoara, principal fonte de renda do município, é alimentado por diversos fatores: as belezas naturais, o aspecto selvagem e pitoresco de um lugar pouco tocado pela tecnologia além das condições propícias para o windsurf, o sandboard e o kitesurf.

### Praia  de Jericoacoara
Jericoacoara é uma praia cearense localizada na vila homônima, que fica, aproximadamente, a trezentos quilômetros da capital, Fortaleza. Até o ano de 1985, o lugar era apenas uma isolada aldeia de pescadores, escondida entre imensas e móveis dunas. Por volta dessa época o turismo foi descoberto.
Cavada entre enormes dunas e o mar, é um dos poucos lugares no Brasil onde é possível assistir ao sol nascer e se pôr no oceano, devido a sua localização peninsular. A duna mais próxima da vila é ritualisticamente ocupada pelos turistas para assistir ao pôr-do-sol, devido a sua grande altura e posição privilegiada frente ao mar. Ao redor da vila enormes dunas surgem e desaparecem com a constante ação do vento, popularizando o sandboard na região.
Jericoacoara conta com praias de enseada e mar calmo, de mar aberto e ondas grandes (quase propícias ao surfe) e praias rochosas. O windsurf encontra grande apelo nessas praias cuja maior extensão é de águas calmas e vento forte.
Por ter sido declarada uma Área de Proteção Ambiental (APA) e, desde 2002, transformada em PARNA (Parque Nacional) cujo órgão responsável pela gestão e fiscalização é o ICMBIO, a construção de rodovias e estradas - bem como qualquer tipo de pavimentação - é proibida em Jericoacoara. O acesso à vila é limitado pelas dunas e normalmente feito por um veículo adequado. As companhias de turismo que fazem o transporte até a cidade utilizam um ônibus comum de Fortaleza até Jijoca, onde a estrada mais próxima termina, e então uma jardineira, veículo de grande porte com tração nas quatro rodas.
Em 1984 a Praia de Jericoacoara foi considerada uma das dez praias mais bonitas do mundo pela Washington Post Magazine, do jornal americano Washington Post.
Em 1997 a Praia de Jericoacoara foi cenário do filme A Ostra e o Vento, dirigido por Walter Lima Jr.
Em 1998 a energia elétrica passou a ser provida por uma rede subterrânea, substituindo os geradores que iluminavam apenas alguns pontos da aldeia.

### Pedra Furada
A Pedra Furada, uma das maiores atrações da vila de Jericoacoara, é uma rocha de cerca de cinco metros de altura com um grande buraco esculpido pela ação da natureza. O arco fica situado na Região Rochosa de Jericoacoara. A faixa de praia tem início após a Praia da Malhada, a primeira a leste da Vila, já fora da enseada. A Região Rochosa se estende por cerca de 2 km de litoral, terminando na Pedra do Frade. No mês de julho, o sol se põe por trás do furo da Pedra, formando um grande espetáculo de beleza.

### Duna do Pôr do Sol
Considerada uma das atrações turísticas mais importantes de Jeri, é um acidente geográfico dentro do Parque Nacional de Jericoacoara. Impressiona por seu tamanho e perfeição das formas.Por tradição, a comunidade reúne turistas e moradores num ritual diário em seu topo para apreciar o espetáculo do pôr do sol de frente ao mar.

### Praça de Jeri
Inaugurada em 2012, a Praça Edvá Esmerino da Silva ou simplesmente "Pracinha de Jeri" tem todas as características do lugar, com os bancos no centro todos em formato de canoas, além de dois quiosques cobertos de palha. É um local aconchegante e agradável. Rodeada de bons restaurantes, tornou-se um ótimo ponto de encontro e referência em Jeri.

### Serrote
O Serrote é constituído por dois pequenos morros de formação rochosa que ficam à direita da Vila de Jericoacoara. É um dos poucos lugares no Parque Nacional onde há vegetação arbustiva, de formação cristalina. O Serrote protege a Vila dos ventos e das areias das dunas.A caminhada é um desafio e um excelente exercício, além de propiciar uma vista privilegiada do parque, com seus campos de dunas, do mar e da Vila de Jeri. É um lugar onde se pode ter contato bastante intimista com a natureza privilegiada e as belezas da região.

### Igreja de Jeri
A Igreja de Nossa Senhora de Fátima, construída em 1945, é um ponto turístico para aqueles que visitam o local, que se admiram com a beleza de sua arquitetura. Lá acontecem missas dominicais celebradas pelo padre da Paróquia de Santa Luzia de Jijoca de Jericoacoara. Durante todo o ano, acontecem eventos como a celebração da Coroação de Maria (maio), os festejos da Padroeira (outubro) e a Missa do Galo no Natal (dezembro). Foi construída com pedras retiradas do Serrote, outro ponto turístico da cidade.

### Lagoa de Jijoca
Formada pelo barramento das águas dos Córregos do Paraguai e do Mourão, que acontece devido da migração de dunas móveis na planície costeira, é a fonte de renda para muitos moradores e uma atração natural bem visitada. Em Agosto de 2000 foi criada a uma Área de Proteção Ambiental da Lagoa da Jijoca (APA) pelo Governo Estadual, sendo o órgão responsável pela gestão da área a SEMA e o Órgão fiscalizador da área a SEMACE.

### Igreja de Jijoca
Na década de 1960, os habitantes de um pequeno vilarejo, que mais tarde viria a tornar-se a cidade de Jijoca de Jericoacoara, assistiam às missas e novenas na comunidade de Caiçara por se tratar da capela mais próxima. Com a necessidade de ter no Município um local de oração, a capela foi inaugurada em 1964, no dia de Santa Luzia - 13 de dezembro. Hoje, a Igreja é considerada uma das mais bonitas da região e além de ser um lugar de oração é também uma grande atração turística.

### Lagoas Internuantes (Lagoa das Dunas)
São lagoas em tons azuis e esverdeados que se formam na estação chuvosa entre os recôncavos das dunas barcanas na área do Parque Nacional criando uma paisagem indescritível.

### Mangue Seco (Litoral)
No passeio indo ao litoral Oeste encontra-se o Mangue Seco, local famoso pelo seus balanços pendurados nas altas árvores com sua famosas raízes para fora da areia. O acesso é feito após transpor o Riu Guriú nas balsas dos moradores locais da região de Tatajuba.

### Mangue Seco (Cavalo Marinho)
O Passeio Ecológico do Cavalo Marinho é feito de canoa pelo mangue, ecossistema que é um berçário natural pela riqueza de alimentos e calmaria de suas águas. A vegetação tem raízes escoras e respiratórias que produzem um emaranhado na lama onde vivem caranguejos e marias-farinhas. Em suas águas, vivem os incríveis cavalos marinhos, ameaçados de extinção no mundo todo. Para preservá-los, nunca são apanhados com as mãos, somente em recipientes que evitem o contato com sua pele, sendo devolvidos ao seu habitat natural logo em seguida.

## Cultura
O principal evento cultural é a  Festa de Santa Luzia, comemorada dia 13 de dezembro.